# Gabriel Narutowicz

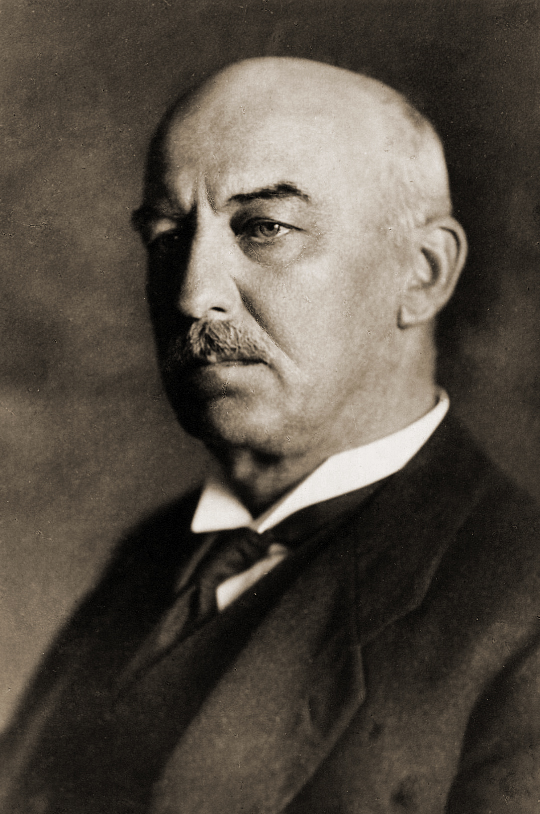
Gabriel Narutowicz

Gabriel Narutowicz (* 17. März 1865 in Telšiai (Gouvernement Kowno, heutiges Litauen); † 16. Dezember 1922 in Warschau; Vorname auch Gabryel) war ein polnischer Wasserbauingenieur und Politiker. Er war der erste Präsident der Zweiten Polnischen Republik und wurde fünf Tage nach seinem Amtsantritt bei einem politisch motivierten Attentat ermordet.

## Jugend und Studium
Gabriel Narutowicz stammte aus einer polnischen Kleinadelsfamilie (Szlachta) aus Telšiai im heutigen Litauen, die ihre Wurzeln in der Königlichen Republik (I. Rzeczpospolita) hatte, die wiederum 1795 infolge der dritten polnischen Teilung aufhörte zu bestehen. Seit damals und damit auch zur Geburtszeit von Gabriel Narutowicz gehörte Litauen und der größte Teil Polens zum Russischen Zarenreich.
Gabriels Vater Johannes (Jan) Narutowicz war Bezirksrichter und Gutsbesitzer in Brėvikiai nahe Telšiai in Samogitien, einer der fünf ethnografischen Regionen von Litauen.
Wegen seiner Teilnahme am Januaraufstand von 1863/1864 gegen die russische Herrschaft kam der Vater ein Jahr in Haft. Er starb, als Gabriel erst ein Jahr alt war.
Gabriels Mutter Victoria Szczepkowska war Johannes dritte Frau. Nach dem Tod ihres Mannes übernahm sie die Erziehung ihrer Söhne. Die gebildete, von der Philosophie der Aufklärung faszinierte Frau hatte großen Einfluss auf die Entwicklung und Weltanschauung von Gabriel und seinen Geschwistern. Durch die nach dem Aufstand von 1863 forcierte Russifizierung wären ihre Kinder gezwungen gewesen, eine russische Schule zu besuchen.
Sie wich deshalb nach Libau im Gouvernement Kurland (heute Liepāja in Lettland) aus, wo Narutowicz das deutschsprachige Nikolai-Gymnasium absolvierte.

Gedenktafel für Gabrjel Narutowicz (ETH, 1932)

Narutowicz musste sein Studium der Mathematik und Physik 1886 in St. Petersburg wegen einer Lungentuberkulose abbrechen und die Erkrankung in einer einjährigen Kur in Davos behandeln. Anschließend studierte er 1887–1891 Bauwesen am Eidgenössischen Polytechnikum (heute Eidgenössische Technische Hochschule, ETH) in Zürich, wo er als Diplom-Ingenieur graduierte.

## Wasserbauingenieur

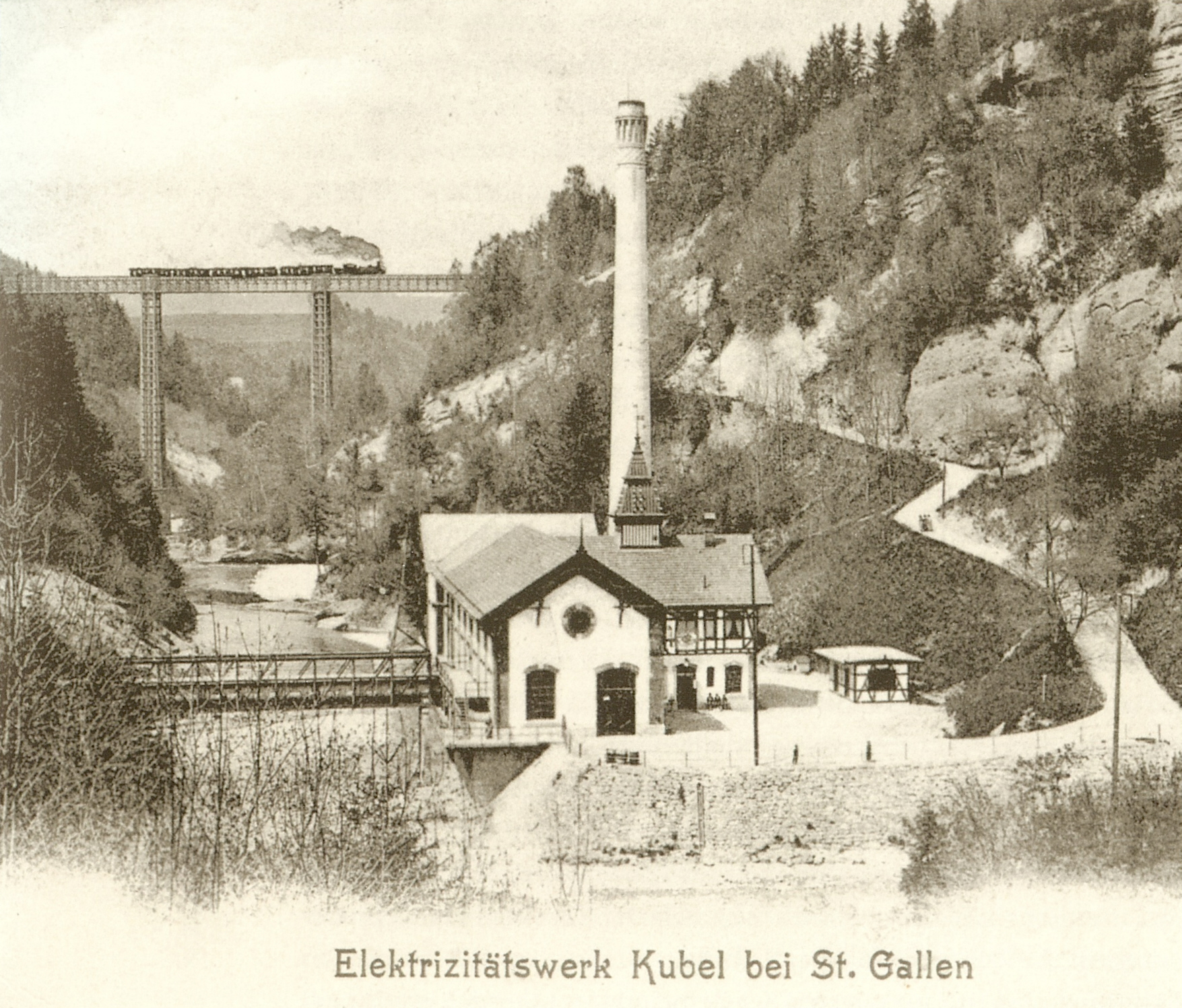
Kraftwerk Kubel bei St. Gallen, 1903

Narutowicz fand seine erste Beschäftigung nach dem Studium beim Bau der Eisenbahnstrecke nach St. Gallen.
Dann arbeitete er als Bauingenieur drei Jahre im Baubüro für Wasserversorgung und Kanalisation der Stadt St. Gallen und war anschließend ein Jahr lang Sektionsingenieur des Kantons St. Gallen beim Bau des rheintalischen Binnenkanals (Teil der österreichisch-schweizerischen Rheinregulierung). Seine Arbeiten erhielten 1896 Auszeichnungen auf der Internationalen Ausstellung in Paris.
Narutowicz erhielt im gleichen Jahr in der Nachbargemeinde Untereggen das Schweizer Bürgerrecht. Nun begann für ihn eine erfolgreiche Schaffensperiode bei dem in der Schweiz im Wasserbau führenden St. Gallener Ingenieurbüro von Louis Kürsteiner.
Narutowicz’ Arbeiten an den Kraftwerksbauten Kubel bei St. Gallen (1898–1901 und vier Erweiterungen bis 1907), Le Refrain am Fluss Doubs im Jura (Inbetriebnahme 1909) und Monthey im Wallis sowie an mehreren bedeutenden Wasserversorgungs- und Kanalisationsanlagen brachten ihm hohes Ansehen. Innerhalb des Unternehmens stieg er bald vom Ingenieur zum Bürochef und schließlich zum Teilhaber auf.

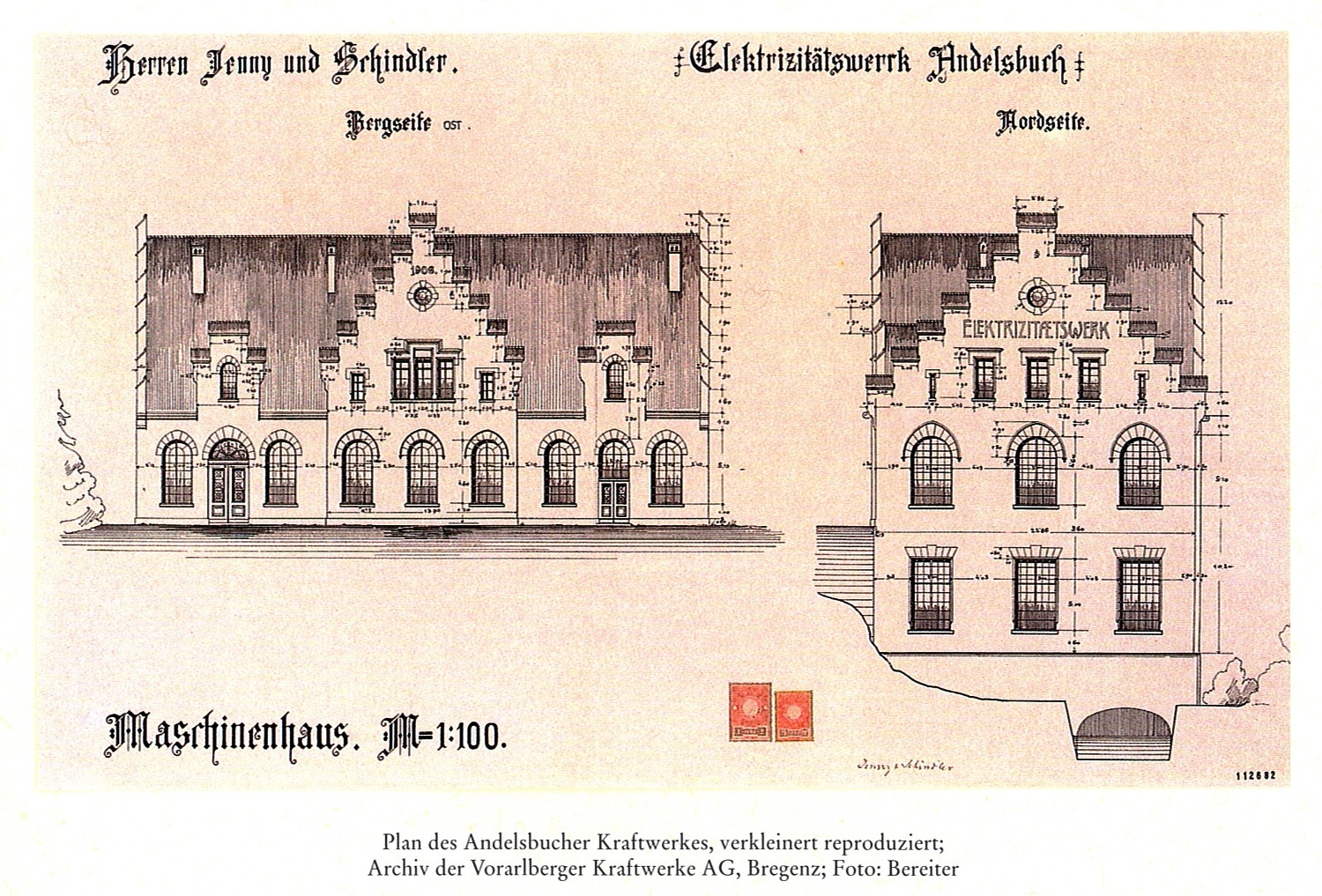
Wasserkraftwerk Andelsbuch, Bezirk Bregenz, Vorarlberg

Unter seiner Leitung entstand in Vorarlberg zwischen 1906 und 1908 das Wasserkraftwerk Andelsbuch als eines der damals größten und modernsten Kraftwerke Österreich-Ungarns.
Nach einem Lehrauftrag für Wasserversorgung und Kanalisation der ETH Zürich im Jahr 1906 ernannte ihn 1907 der Schweizerische Bundesrat zum ordentlichen Professor für Wasserbau am Eidgenössischen Polytechnikum. Narutowicz verließ 1908 das Ingenieurbüro Kürsteiner, zog mit seiner Familie nach Zürich und trat sein Amt an. Gegenüber der reinen Forschung stellte er seine praxisnahe Lehre in den Vordergrund und führte mit großem Einsatz nebenher ein eigenes Ingenieurbüro für Wasserbau. Er erhielt Aufträge aus der Schweiz (Etzelwerk bei Einsiedeln), Italien (Montjovet auf dem Fluss Dora Baltea im Aostatal Italien) und Spanien (Buitreras auf dem Río Guadiaro in der Provinz Málaga).

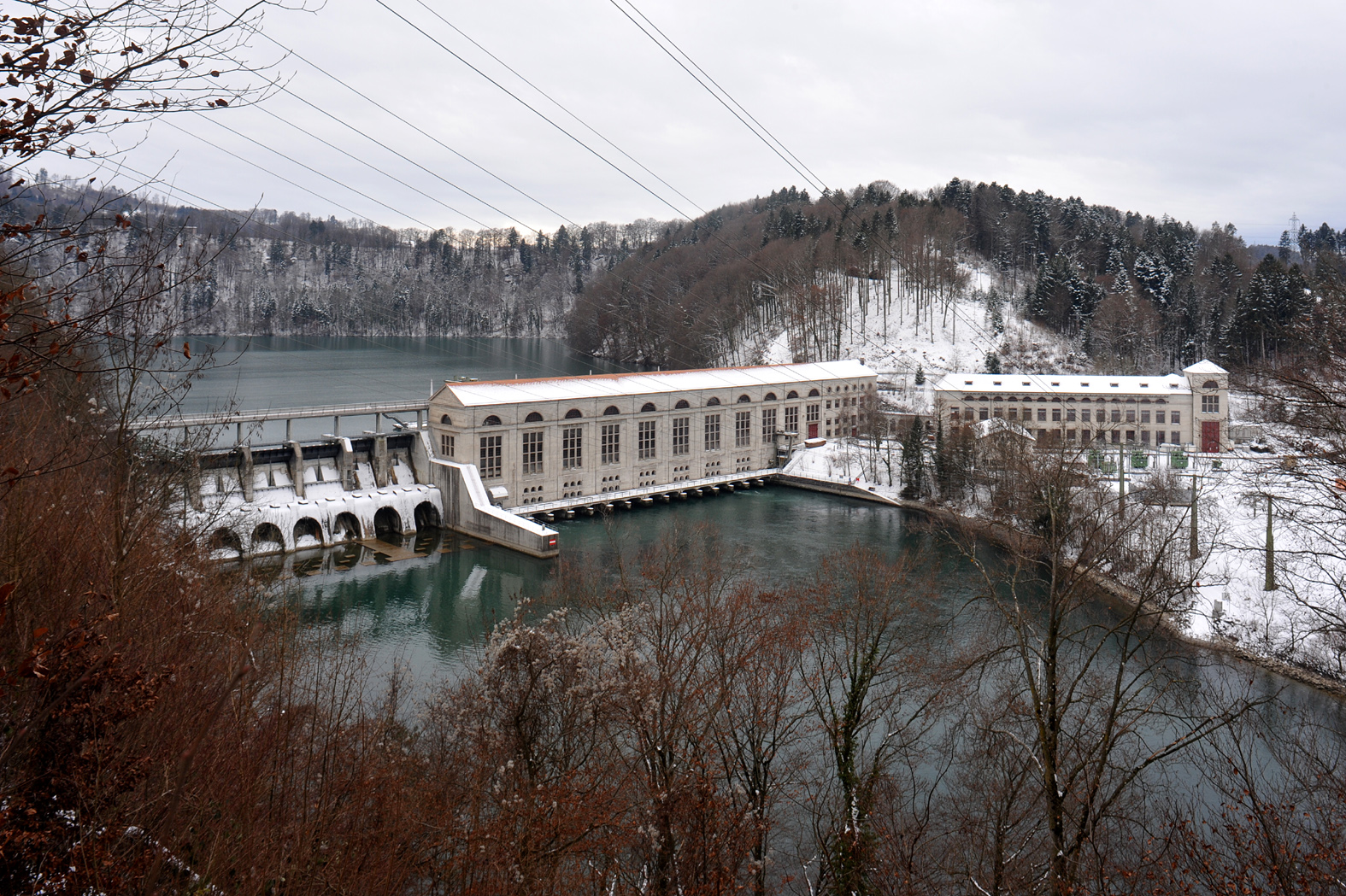
Wasserkraftwerk Mühleberg bei Bern, Schweiz

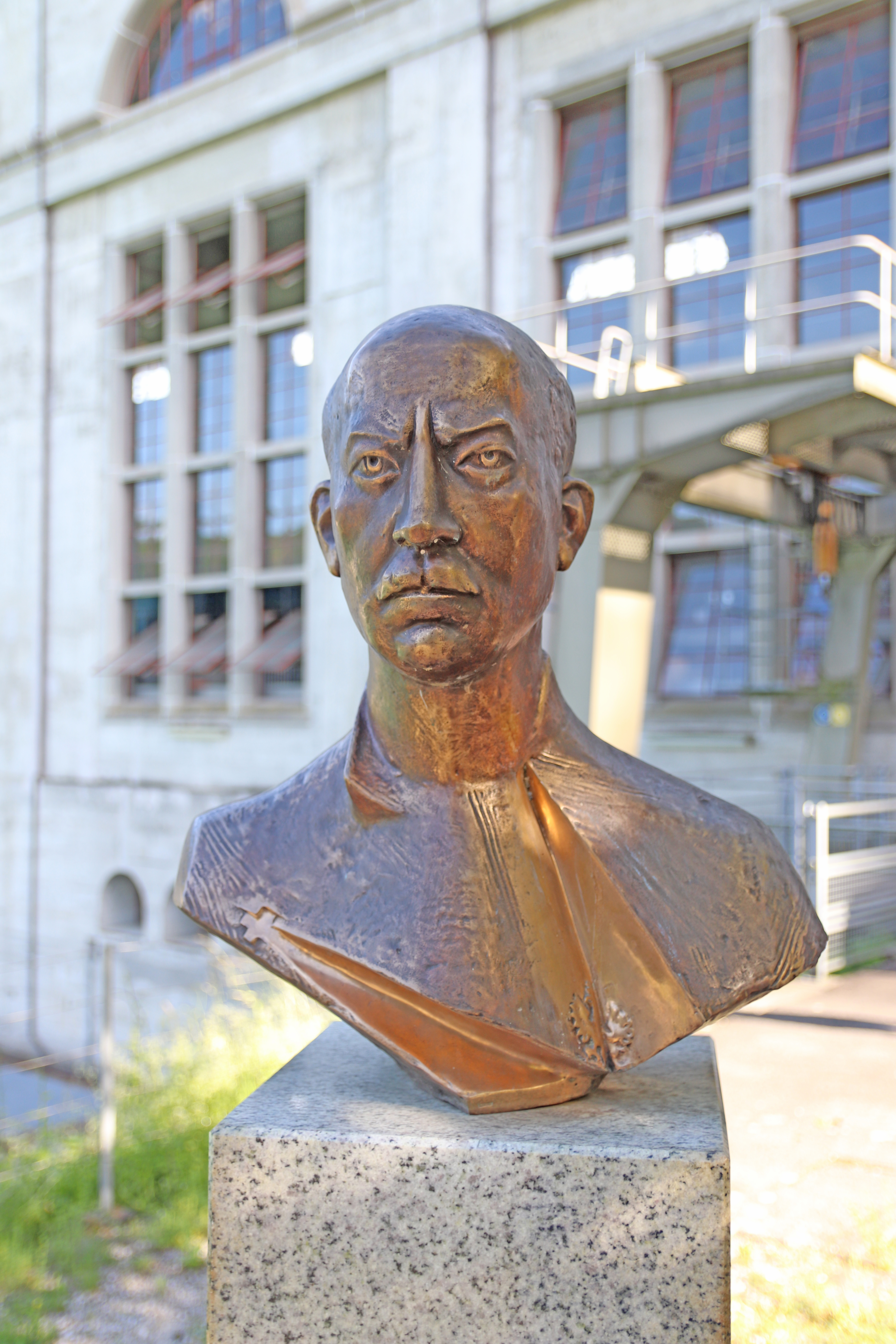
Büste vor dem Kraftwerk Mühleberg

Von 1913 bis 1920 war Narutowicz Dekan der Fakultät für Wasserbau an der ETH in Zürich. Er war ständiges Mitglied des Baureferats der Stadt Zürich, Mitglied des Ausschusses für Wasserwirtschaft des Eidgenössischen Departements des Innern und Delegierter der Schweizer Regierung in der Internationalen Kommission zur Rheinregulierung. Mitglied dieser Kommission wurde er am 15. April 1914 als Nachfolger des aus Altersgründen ausscheidenden Karl von Graffenried. Am 15. Dezember 1914 wurde er für das Jahr 1915 zum Vorsitzenden gewählt. Auch im Jahre 1919 führte er den Vorsitz. Bei seiner Rückkehr nach Polen trat er von all diesen Ämtern zurück.
Als Krönung seiner Ingenieurlaufbahn gilt das Aarekraftwerk Mühleberg unterhalb von Bern. Es wurde unter seiner Projekt- und Bauleitung 1917–1920 erstellt und fand damals als eines der modernsten und größten Mitteldruck-Speicherkraftwerke europaweit Beachtung. Die damit verbundene berufliche Belastung veranlasste ihn 1919, seine Professur an der ETH Zürich aufzugeben.

## Unterstützung von Exil-Polen
Schon während seiner Studienzeit half er Polen, die aus dem russischen Machtbereich geflüchtet waren. Er hielt auch Kontakt zu polnischen Exil-Organisationen wie der sozialistischen Partei im Exil, die sich Proletariat nannte. Dafür stellten die russischen Behörden einen Haftbefehl gegen ihn aus und forderten seine Rückkehr. Da Narutowicz 1895 Schweizer Bürgerrecht erhalten hatte, konnte er mit dieser Bedrohung leben.
Gabriel Narutowicz versuchte, nicht Partei zu ergreifen, sondern zwischen den zerstrittenen Flügeln zu vermitteln und den Opfern des Ersten Weltkriegs zu helfen. Nach Kriegsausbruch unterstützte er die Politik Józef Piłsudskis, der die Wiederherstellung eines unabhängigen polnischen Staates anstrebte.
Er engagierte sich darüber hinaus für die polnischen Interessen „als einer durch geschichtliche Mission und durch Zivilisation mit dem Westen verbundenen Nation“ z. B. durch einen Vortrag in Bern.

## Bruder Stanisław Narutowicz
Sein älterer Bruder Stanisław (1862–1930) blieb in seiner Heimatstadt Telšiai, wurde Jurist und nach dem Ende des Ersten Weltkriegs Staatsbürger des nun ebenfalls unabhängigen Litauen. Seine Frau Joanna Billewiczówna war eine Cousine von Marschall Józef Piłsudski (1867–1935).
Stanisław Narutowicz engagierte sich politisch und sprach sich für eine enge Allianz zwischen Polen und Litauen aus. Er wurde dabei von Piłsudski unterstützt, der auf ihn als künftigen Regierungschef Litauens setzte. Doch konnten sich die Befürworter eines propolnischen Kurses in Litauen nicht durchsetzen. Stanisław schied 1930 durch Selbstmord aus dem Leben.

## Minister in der Zweiten Polnischen Republik

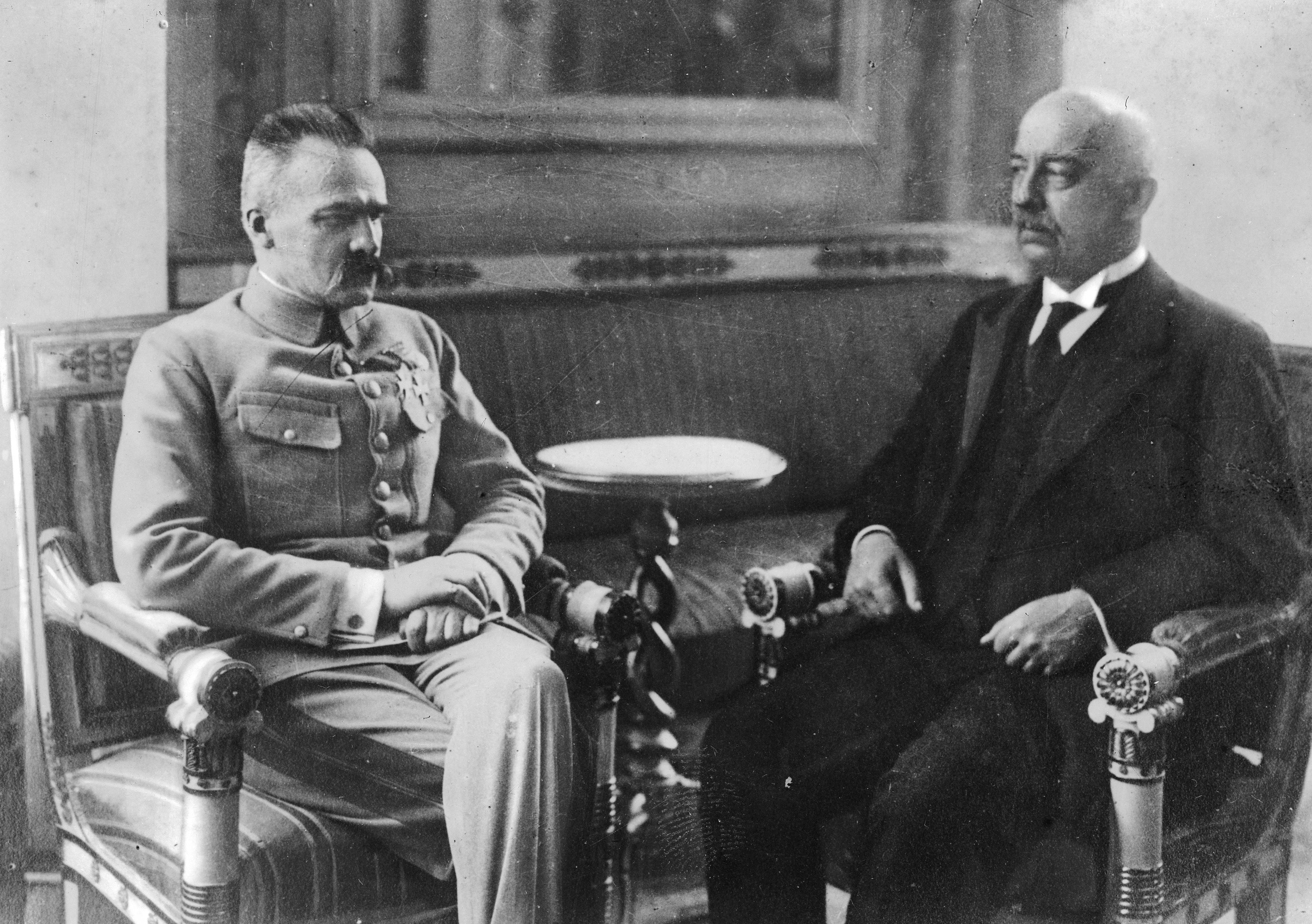
Narutowicz im Gespräch mit Marschall Piłsudski, 1922

Marschall Piłsudski hatte den seit 1795 nach der letzten der Polnischen Teilungen politisch nicht mehr existierenden Staat Polen im Ersten Weltkrieg und in weiteren Auseinandersetzungen in die Selbständigkeit und Unabhängigkeit geführt (Zweite Polnische Republik). Bis zur Wahl des ersten verfassungsmäßigen Staatspräsidenten im Dezember 1922 agierte er als eine Art Interims-Staatsoberhaupt und führte den Titel eines Staatschefs.

### Minister für Öffentliche Angelegenheiten (Verkehr, Bauwesen uam.)
Nach der Wiedererlangung der Unabhängigkeit Polens benötigte Piłsudski 1920 einen Fachmann mit weitreichenden Kenntnissen und entsprechender Durchsetzungskraft für den (Wieder-)Aufbau der zum Teil kriegszerstörten Infrastruktur. Er konnte hierfür Gabriel Narutowicz gewinnen, der in diesem Jahr seine Frau verloren hatte. Nach seiner Rückkehr aus der Schweiz nach Polen bekleidete Narutowicz zwei Jahre lang vom 23. Juni 1920 bis zum 6. Juni 1922 in vier aufeinanderfolgenden Kabinetten der Ministerpräsidenten Władysław Grabski, Wincenty Witos und Antoni Ponikowski (zwei Regierungsperioden) das Amt eines Ministers für Öffentliche Arbeiten (Verkehr, Bauwesen usw.). Ihm kam dabei seine Erfahrung aus der Schweiz zugute, wo er zum Pionier für die Erzeugung und Nutzung der elektrischen Energie herangewachsen war. Er steigerte die Effizienz der Verwaltung für den Wiederaufbau des Landes und konnte innerhalb der beiden Jahre die Zahl der dort Beschäftigten auf ein Viertel reduzieren. Er beteiligte sich persönlich an Bauentwürfen für Brücken, Straßen, Dämme und einem Wasserkraftwerk und überwachte und steuerte die Arbeitsdurchführung. Bis 1921 waren fast 270.000 Gebäude wieder aufgebaut, über 300 Brücken und die meisten Straßen ausgebessert und etwa 200 km Autobahnen gebaut worden.

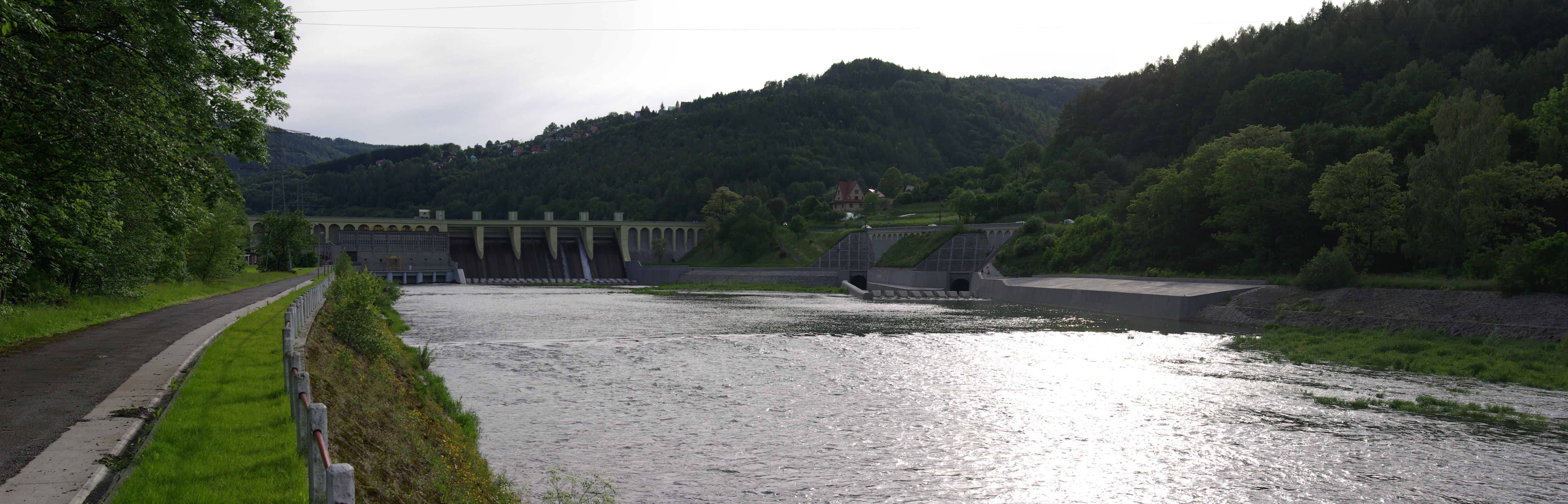
Staudamm Porąbka

Er überwachte den Bau des Wasserkraftwerks in Porąbka bei Bielitz-Biala auf dem Fluss Soła in den Beskiden und kümmerte sich um die Regulierung der Weichsel.
Dass er in einer Zeit der ständigen Regierungskrisen einen ruhenden Pol darstellte und als dauerhaftes Mitglied den häufig wechselnden Regierungen eine gewisse Kontinuität gab, ist hervorzuheben und seiner Sachkunde und seinem vernunftorientierten und aufgeschlossenen Wesen zuzuschreiben.

### Minister für Internationale Angelegenheiten
Im April 1922 nahm Narutowicz mit dem damaligen Außenminister Konstanty Skirmunt an der Konferenz von Genua teil. Dank seines internationalen Ansehens und geschickten Auftretens (er sprach fließend Deutsch und Französisch) fanden die polnischen Interessen Gehör. Am 29. Juni 1922 wurde er Außenminister im Kabinett Artur Śliwiński, das bis 7. Juli 1922 bestand. Er führte dieses Amt auch in der späteren Regierung von Prof. Julian Ignacy Nowak vom 31. Juli 1922 bis 14. Dezember 1922 weiter. Im Oktober 1922 repräsentierte er Polen auf einer Konferenz in Tallinn.

## Staatspräsident
Die ersten Nachkriegsjahre in der Zweiten Polnischen Republik waren von großer politischer Instabilität geprägt, vergleichbar mit den ersten Jahren der Weimarer Republik.
Die Regierungen waren wegen fehlender stabiler parlamentarischer Mehrheiten nur kurz im Amt und die politischen Lager unversöhnlich verfeindet. Das Land litt unter einer Wirtschaftskrise und Inflation. Es gab schwerwiegende Grenzstreitigkeiten und Kriege mit fast allen Nachbarstaaten (Deutsches Reich, Litauen, Tschechoslowakei, Sowjetunion, die Ukraine wurde bekämpft und aufgelöst) außer Rumänien und Lettland. Die aufgeheizte Stimmung der polnischen öffentlichen Meinung äußerte sich in weiten Teilen nationalistisch und ausgeprägt anti-russisch und anti-deutsch. Ein Drittel der Bevölkerung Polens gehörte zu nationalen Minderheiten (Ukrainer, Weißrussen, Deutsche, Litauer, Juden), denen jedoch keine oder nur eine sehr beschränkte kulturelle Autonomie zugestanden wurde und die im Sejm unterrepräsentiert waren (weniger als 5–10 % der Abgeordneten).
Auf Vorschlag Piłsudskis wurde Narutowicz schließlich mit den Stimmen der Linken, der Bauernpartei und der nationalen Minderheiten am 9. Dezember 1922 im fünften Wahlgang von der Nationalversammlung zum ersten verfassungsmäßigen Staatspräsidenten gewählt und am 11. Dezember vereidigt. Zuvor hatte er als der am wenigsten aussichtsreiche Kandidat gegolten. Sein Vorgänger Józef Piłsudski hatte den Titel eines Staatschefs geführt und war eine Art Interims-Staatsoberhaupt gewesen. Narutowicz, aufgrund seiner gemäßigten und ausgleichenden Politik schon länger Zielscheibe nationalistischer Hetze, wurde daraufhin von polnischen Nationalisten scharf angegriffen, da er mit den Stimmen der Abgeordneten der nationalen Minderheiten gewählt worden war. In der Presse der Rechtsparteien galt er, den in Polen virulenten Antisemitismus bedienend, als „jüdischer Präsident“. Unmittelbar nach seiner Wahl war Narutowicz auf der Fahrt zum Sejm „von der nationaldemokratisch gesinnten Jugend mit Schnee und Kot beworfen“ worden. Mitte Dezember 1922 organisierten die „mit der Wahl unzufriedenen rechtsstehenden Schichten“ in Warschau Kundgebungen, die sich zu Unruhen ausweiteten, in deren Verlauf vier Tote und zehn Schwerverletzte zu beklagen waren.
Außerhalb Polens hieß es jedoch, es sei „der rechte Mann auf den rechten Platz gestellt“ worden, und man könne sich „kaum jemand anderen vorstellen, der berufener wäre, die höchste Würde der polnischen Republik zu bekleiden, als diesen unglaublich vorsichtigen, behutsamen und taktvollen Staatsmann, der bei all seiner Energie jeglicher Politik der Ueberraschungen abhold ist und durch konsequente Beharrlichkeit immer rascher ans Endziel gelangt als andere, die im ersten Ansturm siegen wollen.“

## Ermordung

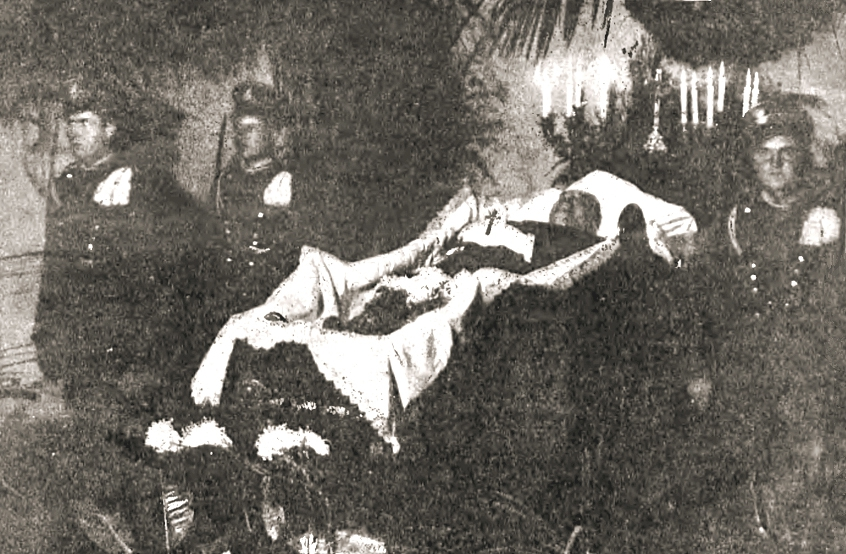
Ehrenwache an Narutowiczs aufgebahrtem Sarg

Die radikale Rechte sah ihn als „Verräter an der polnischen nationalen Sache“. Narutowicz bemühte sich in den wenigen Tagen seiner Amtszeit um den Ausgleich und eine Regierungsbildung auf breiter parlamentarischer Basis, indem er z. B. seinem politischen Gegenkandidaten Maurycy Zamoyski das Amt des Außenministers anbot. Er wurde am 16. Dezember 1922, wenige Tage nach seiner Wahl, auf dem Weg zu einer Kunstausstellung auf der Treppe der Kunsthalle Zachęta in Warschau von Eligiusz Niewiadomski, einem Kunstmaler und Fanatiker mit Verbindungen zur Narodowa Demokracja, ermordet. Der Attentäter wurde gefasst, zum Tode verurteilt und hingerichtet, von Teilen der Rechten aber als Held und nationaler Märtyrer gefeiert.
Das Grab von Narutowicz befindet sich in der Johanneskathedrale in Warschau.
Am 13. Mai 1923 wurde ein Denkmal für Narutowicz im Gebäude des polnischen Außenministeriums in Anwesenheit von Ministerpräsident Władysław Sikorski sowie seines Nachfolgers im Präsidentenamt Maciej Rataj enthüllt.
Die fünf Tage der Präsidentschaft Narutowiczs und der Prozess gegen den Attentäter wurden vom polnischen Regisseur Jerzy Kawalerowicz 1977 in Der Tod des Präsidenten verfilmt.
Die Schweizer Gemeinde Untereggen ehrte ihn am 12. November 2023 mit einem Gedenkbrunnen.

## Schriften
- Schriften von Gabriel Narutowicz im Archiv der ETH Zürich